# Ralf Smetsers
Ralf Smetsers (16 december 1994), beter bekend onder de artiestennaam Galactixx, is een Nederlandse dj en producer in de hardstyle-scene.

## Carrière
Ralf Smetsers vormde met Freek den Otter in oktober 2014 onder de naam Galactic een hardstyle DJ-duo. Het duo besloot in januari 2016 haar naam te veranderen van Galactic naar Galactixx. Vanaf dat moment begonnen ze met het produceren en uitbrengen van muziek.
Ze werden opgemerkt door Brennan Heart. Dit leidde tot hun toetreding tot het label WE R, de voorganger van het huidige I AM HARDSTYLE. De samenwerking met het label en Brennan Heart resulteerde in meerdere hits met miljoenen streams.
Midden 2018 verliet Den Otter het duo, waarna Smetsers alleen verder ging als Galactixx. In 2020 stapte Galactixx over naar het label Roughstate, opgericht door Ran-D, Adaro, B-Front en Frequencerz. Hij sloot zich eerst aan bij Rough Recruits, een platform voor opkomende talenten binnen het label. Daar had hij samenwerkingen met Ran-D, B-Front en Frequencerz. Dankzij succesvolle releases stroomde hij in 2023 door naar het main label Roughstate, waarbij ook artiesten als Rejecta en Digital Punk aangesloten zijn. Deze zomer volgden optredens op grote podia zoals Defqon.1, Decibel, Rebirth, en Intents Festival.
In 2024 leidde een nieuwe samenwerking met Ran-D binnen binnen twee maanden tot meer dan een miljoen streams en werd de track "Space & Time" uitgebracht die werd gebruikt voor de eindshow van Intents Festival. Daarnaast bracht hij de track "Bass Drop" uit op Defqon.1 Records, die onder meer te horen was tijdens de Power Hour en de Warrior Workout.

## Discografie
| Artiesten                                | Titel                                                            | Label                         | Jaar |
| ---------------------------------------- | ---------------------------------------------------------------- | ----------------------------- | ---- |
| Galactixx                                | Hold Me                                                          | WE R                          | 2016 |
| Galactixx                                | Beautifully Created                                              | WE R                          | 2016 |
| Galactixx                                | The Starlight                                                    | WE R                          | 2016 |
| Galactixx                                | Unfold                                                           | WE R                          | 2016 |
| Galactixx                                | Let Me Down                                                      | WE R                          | 2017 |
| Galactixx                                | Fucking Beat                                                     | WE R                          | 2017 |
| Galactixx                                | The Rhythm                                                       | WE R                          | 2017 |
| Galactixx                                | Out Of The Dark                                                  | WE R                          | 2017 |
| Galactixx                                | Kingdom Of Imagination (Official Anthem Fairytale Festival 2018) | WE R                          | 2018 |
| Galactixx                                | Become The Future                                                | WE R                          | 2018 |
| Galactixx & Aztech ft. MC Dash           | Time To Shine                                                    | WE R                          | 2018 |
| Brennan Heart & Galactixx                | Partyfreak                                                       | Smash The House               | 2018 |
| Galactixx ft. Weldon                     | Stronger In The End                                              | WE R                          | 2018 |
| Galactixx                                | Give A Drum                                                      | WE R                          | 2019 |
| Sub Sonik & Galactixx                    | Runaway                                                          | I Am Hardstyle                | 2019 |
| NSCLT                                    | Dances Of The Soul (Galactixx Remix)                             | Dirty Workz                   | 2019 |
| Galactixx ft. Weldon                     | Feel Like Home                                                   | I Am Hardstyle                | 2019 |
| Zany & DV8                               | Wilde Gullie Bas?! (Galactixx Remix)                             | Fusion                        | 2020 |
| Galactixx                                | Ready To Party                                                   | Rough Recruits                | 2020 |
| Galactixx                                | Wake Up Fckd Up                                                  | Rough Recruits                | 2020 |
| Galactixx                                | The Unspeakable World                                            | Rough Recruits                | 2020 |
| Galactixx                                | You Can Do It All                                                | Rough Recruits                | 2020 |
| Galactixx ft. MC DL                      | Rave Or Die                                                      | Rough Recruits                | 2020 |
| Galactixx                                | All The Way                                                      | Rough Recruits                | 2020 |
| Galactixx                                | Young                                                            | Rough Recruits                | 2021 |
| Galactixx ft. Art Felixx                 | Down On My Knees                                                 | Rough Recruits                | 2021 |
| Galactixx ft. Art Felixx                 | You & Me                                                         | Rough Recruits                | 2021 |
| Ran-D & Galactixx ft. E-Life             | If Tomorrow Never Comes                                          | Roughstate                    | 2021 |
| Galactixx                                | Feel Alive                                                       | Rough Recruits                | 2022 |
| Galactixx                                | Welcome To The Future                                            | Rough Recruits                | 2022 |
| Galactixx                                | Better Days                                                      | Speqtrum by Q-Dance           | 2022 |
| B-Front & Galactixx                      | You Don't Know                                                   | Roughstate                    | 2022 |
| Frequencerz & Galactixx ft. Wils         | Unstoppable                                                      | Roughstate                    | 2022 |
| Primeshock & Galactixx                   | I Want Your Soul                                                 | Dirty Workz                   | 2022 |
| Atmozfears & Galactixx ft. Stef Classens | Euphoria                                                         | Q-Dance Records               | 2022 |
| Galactixx ft. Ava Silver & MC DL         | Kings Of The Night                                               | Speqtrum by Q-Dance           | 2022 |
| Galactixx                                | Sun Goes Down                                                    | Roughstate                    | 2023 |
| Galactixx ft. Stef Classens              | Take Me                                                          | Roughstate                    | 2023 |
| Adrenalize & Galactixx                   | Tidal Waves                                                      | Scantraxx                     | 2023 |
| Galactixx & Radianze ft. MC DL           | F.O.M.O.                                                         | Roughstate                    | 2023 |
| Galactixx & Delius                       | Step In The Light                                                | Roughstate                    | 2023 |
| Galactixx                                | Where Do We Go                                                   | Roughstate                    | 2023 |
| Galactixx & The Pitcher                  | The Ones                                                         | Roughstate                    | 2023 |
| Galactixx & Frequencerz ft. Sabacca      | Let Yourself Go                                                  | Roughstate                    | 2023 |
| Galactixx ft. Lin Was Here               | One For All                                                      | Q-Dance Records               | 2023 |
| Galactixx & Stormerz ft. Runai           | Back To Us                                                       | Speqtrum by Q-Dance           | 2023 |
| Galactixx                                | Pray For Me                                                      | Roughstate                    | 2024 |
| Ran-D & Galactixx ft. Micah Martin       | The Perfect Storm                                                | Roughstate                    | 2024 |
| B-Front & Galactixx                      | Embrace The Silence                                              | Roughstate                    | 2024 |
| Galactixx                                | Lucky Days                                                       | Power Hour Records by Q-Dance | 2024 |
| Demi Kanon & Galactixx                   | Wildest Dream                                                    | Speqtrum by Q-Dance           | 2024 |
| Galactixx ft. Stef Classens              | Love Collides                                                    | Q-Dance Records               | 2024 |
| Galactixx                                | Space & Time                                                     | Intents Records               | 2024 |
| Galactixx & Villain                      | Bass Drop                                                        | Defqon.1 Records by Q-Dance   | 2024 |